# Джулія Керн
Джулія Керн (англ. Julia Kern; нар. 12 вересня 1997) — американська лижниця, призерка чемпіонату світу.
Бронзову медаль світової першості Керн виборола на  чемпіонаті світу 2023 року, що проходив у словенській Планиці, в командному спринті, де її партнеркою була Джессі Діггінс.